# Hugo Trouilloud
Pas d'image ? Cliquez ici

a Compétitions nationales et continentales officielles uniquement.

b Matchs officiels uniquement.
Dernière mise à jour le 24 juillet 2025.
Hugo Trouilloud, né le 5 mars 2003 à La Tronche, est un joueur français de rugby à XV jouant au poste d'arrière ou d' ailier au FC Grenoble.

## Biographie

### Jeunesse et formation
Hugo Trouilloud naît à La Tronche dans le département de l'Isère. Il est le fils de Stéphane Trouilloud, ancien arrière au FC Grenoble et au CS Bourgoin-Jallieu, et le frère de Romain.
Hugo Trouilloud commence le rugby au Rugby Club Brezins, avant de rejoindre l'AS Bievre St Geoirs Rugby Club puis il termine sa formation au FC Grenoble. Il est formé au poste de demi d'ouverture mais peut également jouer à l'arrière ou à l'aile.

### Début de carrière (2022-)
En août 2022, à 19 ans, il dispute son premier match en professionnel avec son club formateur face à l'AS Béziers en remplacement de Julien Farnoux qui sort blessé. Avec la blessure de son coéquipier, cette dernière lui permet d'engranger du temps de jeu et il enchaîne ensuite les six journées suivantes de Pro D2 en tant que titulaire à l'arrière,. Durant le mois de novembre, il signe son premier contrat espoir professionnel, le liant au FCG jusqu'en 2025. Début janvier 2023, il est retenu par l'équipe de France des moins de 20 ans pour préparer le Tournoi des Six Nations des moins de 20 ans 2023 en disputant une rencontre amicale face à l'Italie, match qu'il joue en tant que remplaçant. Par la suite, il est appelé dans la liste pour la première journée. À l'occasion de la troisième journée, il est titularisé par le staff tricolore au poste d'ailier gauche, les Bleuets réalisent une bonne performance et s'imposent largement 54 à 12 face à l'Écosse. C'est son seul match du Tournoi.

## Palmarès
- FC Grenoble
  - Finaliste du Championnat de France de 2e division en 2023, 2024 et 2025.